# Los Chunguitos (álbum)
Los Chunguitos es el primer álbum del grupo rumbero extremeño Los Chunguitos.

## Lista de canciones
1. Me llaman el loco - 3:12
2. No sé como te quiero - 3:36
3. Baila mi ritmo - 3:00
4. Volverás conmigo - 3:40
5. Me sabe a humo - 2:23
6. Pase lo que pase - 3:00
7. Dame veneno - 3:33
8. Mira como ronea - 3:15
9. Toma que toma y toma - 2:46
10. Qué bonito es el amor - 3:21
11. Me la llevé a la era - 3:05
12. Cobarde - 3:12

## Sencillos
- Me llaman el loco
- Baila mi ritmo
- Dame veneno
- Me sabe a humo